# Calliandra pityophylla
Calliandra pityophylla är en ärtväxtart som beskrevs av Rupert Charles Barneby. Calliandra pityophylla ingår i släktet Calliandra och familjen ärtväxter. Inga underarter finns listade i Catalogue of Life.